# Акуратерс, Янис
Янис Акуратерс (в русской печати известен как И. Акуратер) (латыш. Jānis Akuraters, 13 января 1876 года — 25 июля 1937 года) — латвийский писатель, идейный вдохновитель и один из организаторов создания Латвийского Национального театра.

## Биография
Янис Акуратерс родился 13 января 1876 года в Дигнайской волости Екабпилсского уезда в семье лесника Юриса Акуратера и его жены Дарты Акуратере.
Окончил Биржскую начальную и Екабпилсскую городскую школы (1894). Учился в специализированном лесохозяйственном учебном заведении в Тульской губернии.
Печататься начал с 1895 года, когда в журнале «Austrums» появилось его стихотворение «Зима». После сдачи учительского экзамена (1889) работал в школе. Некоторое время жил в Москве, был слушателем лекций юридического факультета Московского университета (1903).
Во время Первой русской революции 1905 года были чрезвычайно популярны стихи и переводы Акуратерса, посвящённые романтике народной борьбы. На это время приходятся и его первые увлечения национальной идеей.
После январских событий 1905 года был арестован. В 1907 году выслан в Псковскую губернию, откуда бежал в Финляндию. Эмигрировал в Швецию, но через некоторое время переехал в Норвегию. В столице страны, городе Христиании, познакомился с деятельностью Норвежского национального театра. Загорелся идеей создания подобного театра в Латвии, который, по его мнению, должен был стать катализатором нарождавшегося в обществе интереса к проблемам национальной культуры.
По возвращении из эмиграции (1908), жил в Латвии. В годы Первой мировой войны служил в составе перевязочного отряда при штабе 2-й бригады Латышских стрелков. Участвовал в Рождественских боях, проводил раненых стрелков в госпитали и лазареты в Ригу. 10 ноября 1917 года избран членом исполнительного комитета национального совета латышских солдат при 12-й армии.
В 1918 году был членом Временного национального совета (позднее Народного совета Латвии), принимал активное участие в создании Национального театра, начавшего работу в Валке 23 апреля 1918 года. На торжественном официальном открытии Национального театра в Риге 30 ноября 1919 года прозвучало его вступительное слово. На сцене нового театра с успехом шли пьесы Яниса Акуратера, начиная с «Виестурса», премьера которого состоялась в первом театральном сезоне.
Был директором Художественного департамента и Латвийского радиофона, писал публицистические работы на темы политической и культурной жизни современного ему латвийского общества, написал сценарий одного из первых латвийских исторических фильмов «Вихри времени» (1921). В 1927 году в Риге вышло одиннадцатитомное собрание сочинений.
Награждён Орденом Трёх звёзд (1926), возглавлял деятельность латвийского ПЕН-клуба (1932—1937). В 1937 году первым из латышских писателей стал лауреатом Национальной премии.
Умер 25 июля 1937 года в Риге, похоронен на Лесном кладбище. В 1991 году в доме, где с 1933 года жила семья Яниса Акуратерса был открыт мемориальный музей.

### Стихи
- Звёздная ночь (1905)
- На Севере (1906)
- Без святынь (1907) / Акуратер И. — Без храма / Перевод С. Шервинского. Сборник латышской литературы / Под редакцией В. Брюсова и М. Горького. Пг. "Парус" А. Н. Тихонова. 1917
- Астры (1909)
- Власть сердца (1911) / Акуратер И. — Во власти сердца / Перевод С. Шервинского. Сборник латышской литературы / Под редакцией В. Брюсова и М. Горького. Пг. "Парус" А. Н. Тихонова. 1917
- Акуратер И. — Чужестранец / Перевод С. Шервинского. Сборник латышской литературы / Под редакцией В. Брюсова и М. Горького. Пг. "Парус" А.Н. Тихонова. 1917
- Акуратер И. — В Люксембургском саду, после дождя / Перевод В. Бакулина. Сборник латышской литературы / Под редакцией В. Брюсова и М. Горького. Пг. "Парус" А. Н. Тихонова. 1917
- В сетях солнца 1920)
- Дни радости (1921)
- Латышская баллада (1922)
- Розовый ветер (1922)
- Элегические моменты (1925)

### Пьесы
- «Искатели истины» (1902)
- «Медвежата» (1910)
- «Дочь Кеныня» (1910)
- «Солнечное кольцо» (1911)
- «Каупо, ливский воин» (1913)
- «Курземе» (1914)
- «И так и этак, всё ничего» (1920)
- «Виестурс» (1920)
- «Пять ветров» (1922)
- «Рабочий люд» (1924)
- «Серебряная роща» (1924)
- «Объединимся» (1926)
- «Безработные» (1934)
- «Старые и новые» (1934)

### Рассказы
- «Человек» (1905)
- И. Акуратер — «Зачем любишь меня?»; «Одиночество»; «Жизнь»; «В гору» // Нива, 1910, 3 апреля, № 14, стр. 274—275;
- И. Акуратер — «На скале» // Нива, 1910, 22 мая, № 21, стр. 391;
- «Лето батрацкого мальчика» (1911)
- «Пылающие острова» (1912)
- «Из пережитого» (1913)
- «Северные цветы» (1914)
- «Явления» (1914)
- «Мечты и судьбы» (1919)
- «Лица друзей» (1920)
- «Смерть» (1924)

### Романы
- «Петерис Данга» (1921)
- «Тишина и свет» (1921)
- «Огненные цветы» (1925)